# Paul Wirz
Paul Wirz (Moskou, 29 mei 1892 - Ulopo, Papoea-Nieuw-Guinea, 30 januari 1955) was een Zwitserse antropoloog en een verzamelaar van etnografische objecten.

## Beginjaren
Paul Wirz werd geboren in Moskou waar zijn vader een industrieel ondernemer was. Aanvankelijk studeerde hij een korte tijd technische wetenschappen in Zürich, maar deze richting bleek hem al snel te vervelen. Met zijn romantische inborst verlangde hij naar verre oorden, naar ‘vrijheid’ die het gecompliceerde en jachtige leven in Europa hem niet kon bieden, en naar een eenvoudig maar afwisselend bestaan dat hij dacht te vinden bij de in ongerepte staat levende ‘natuurvolken’ in de tropen. In Zürich had Wirz al kennisgemaakt met de antropologie door colleges te volgen bij twee hoogleraren in deze discipline, maar zijn groeiende ongedurigheid om de wijde wereld in te trekken had hem weerhouden een studie in dit vak te voltooien. Dat deed hij pas na zijn terugkeer uit Nieuw-Guinea, waar hij op eigen kosten antropologisch veldwerk zou verrichten

## Veldwerk
Het was 1915 en hij wilde weg. Zijn keuze viel op Nederlands-Nieuw-Guinea, het enige grondgebied in de Stille Oceaan van een neutrale mogendheid tijdens de Eerste Wereldoorlog. De toegang tot Engels, Frans en Duits koloniaal bezit daar zou hem waarschijnlijk zijn geweigerd of voor veel diplomatieke rompslomp hebben gezorgd. Nu was Nieuw-Guinea een weinig aantrekkelijk oord om te vertoeven maar Wirz bleek er de juiste man op de juiste plaats te zijn. Met zijn vrouw en met de erfenis van zijn overleden ouders op zak kwam hij terecht op de tussenstop Java. In Buitenzorg (nu Bogor) kon hij al ruimer ademhalen en vond hij alles wat hij in Europa miste: 'zon, beweging en niet dat eeuwige binnenzitten, die regen en die sneeuw'.
De 23-jarige Wirz bleek voor geen kleintje vervaard en vestigde zich aan de wilde zuidkust van Nederlands-Nieuw-Guinea, waar de daar levende Marind-anim, berucht als fervente koppensnellers, al enigszins onder de invloed stonden van bestuur en missie, die hun hoofdposten hadden in Merauke. Vooral door de missionarissen werd Wirz wegwijs gemaakt, in het bijzonder door Petrus Vertenten die al vijf jaar in het gebied verbleef en een groot inzicht had verworven in de taal en cultuur van de Marind. Wirz zou er enkele jaren verblijven en over de Marind-anim zijn meerdelige magnum opus schrijven.
Ook in andere Papoea-culturen deed Wirz uitgebreid onderzoek, zoals bij de bewoners van het Sentanimeer en als deelnemer van de Centraal Nieuw-Guinea Expeditie naar het noordelijke Centrale Bergland in het Nederlandse westelijke deel, en in het stroomgebied van de rivier de Sepik en aan de kusten van de Golf van Papoea in het destijds Australische oostelijke deel van het eiland.
Wirz verrichtte ook veldwerk in Indonesië, India, Sri Lanka, Japan, Ethiopië en het Caribisch gebied. Maar steeds keerde hij terug naar Nieuw-Guinea, waar zijn hart lag; zijn voornaamste wetenschappelijke bijdragen betreffen dan ook de Papoea-culturen, die toen al ingrijpend aan het veranderen waren.
Met onderbrekingen was Wirz veertig jaar bezig met reizen en veldwerk. Hij stierf aan een hartverlamming tijdens zijn laatste onderzoek in Papoea-Nieuw-Guinea, waar hij ook begraven is.

## Wetenschappelijke betekenis
Wirz is nooit verbonden geweest aan een universiteit. Als een rusteloze wetenschappelijke zwerver had hij een hartgrondige hekel aan alle academische plichtplegingen. Ook was hij geen aanhanger van een wetenschappelijke theorie of school. Vandaar dat voor hem, als theorieloze eclecticus, in de academische geschiedenis van de antropologie nauwelijks een plaats is toebedeeld. Veel later werd zijn etnografisch werk bij de Marind-anim opnieuw bewerkt - en nu ingepast in een solide wetenschappelijk kader - door de Nederlandse antropoloog Jan van Baal in diens vuistdikke studie Dema.
Niettemin is Wirz bekend gebleven, niet zozeer in universitaire kringen maar vooral bij museumconservatoren. Wirz' kracht lag in het verzamelen van etnografische feiten en vele duizenden, vaak unieke objecten, die hij voor het merendeel belangeloos schonk aan Zwitserse, Duitse en Nederlandse volkenkundige musea.
De grootste Wirz-verzameling is te vinden in het Museum der Kulturen in Bazel; zijn privécollectie - ruim 800 objecten - schonk hij kort voor zijn dood aan het Tropenmuseum in Amsterdam. Een aantal stukken is daar permanent tentoongesteld. Ook het Rijksmuseum Volkenkunde in Leiden heeft een aantal voorwerpen dat door Wirz is verzameld.
Paul Wirz was ook een verdienstelijk fotograaf. Een groot deel van zijn vele veldfoto's wordt bewaard in het Metropolitan Museum of Art in New York.

## Film (dvd)
- Renatus Zürcher: Der Wilde Weisse (The White Savage), documentaire, 80 min, d/e. Point de vue DOC, in samenwerking met Schweizer Fernsehen, 2007.

- Bibsys: 90392866
- Biblioteca Nacional de España: XX1495926
- Bibliothèque nationale de France: cb12989770x (data)
- CiNii: DA0642605X
- Gemeinsame Normdatei: 120705230
- Historisch woordenboek van Zwitserland: 045426
- International Standard Name Identifier: 0000 0000 8112 4101
- KulturNav: 7885663b-c0fb-4f69-8e42-ff8614346e95
- Library of Congress Control Number: n97876622
- Nationale Bibliotheek van Tsjechië: mub20201069465
- Nationale bibliotheek van Australië: 35765765
- Nationale Bibliotheek van Israël: 987007270016705171
- Nederlandse Thesaurus van Auteursnamen: 073277428
- PIC: 273946
- RKD-Nederlands Instituut voor Kunstgeschiedenis: 403730
- Istituto Centrale per il Catalogo Unico: PUVV268983
- Système universitaire de documentation: 076536602
- Trove: 1077478
- Virtual International Authority File: 32834079
- WorldCat: E39PBJtxgy7DCk7gP7drFq8Qv3